# Lippia brasiliensis
Lippia brasiliensis (yarabisco,  sucupira, yerba sagrada), es una especie botánica de la familia de las verbenáceas. 
Su hábitat es el monte serrano y se distribuye en América del Sur subtropical, pudiéndose encontrar en Brasil, Perú, Paraguay y sur de Venezuela.
Es planta tóxica para bovinos e ovinos,  maleza invasora de pasturas.

## Descripción
Perenne, porte arbustivo muy ramificado, oloroso, hirsuto; alcanza 11-32 dm de altura,  de crecimiento rápido. Tallo cuadrangular, aguijonado. Mantiene las flores casi todo el año, floreciendo de verano a otoño.

## Hojas
Hojas caducifolias, simples, opuestas, coriáceas, pecioladas, ovaladas; base subcordada; acuminadas en el ápice; de borde dentado; ásperas y rugosas en la parte superior del haz, muy nervadas en el envés.

## Flores
Las flores jóvenes son amarillas anaranjadas, tornándose rojizas cuando maduran. Cáliz breve, hialino membranoso, algo pubescente,  corola blanca, tubulosa, zigomorfa, ovario súpero binocular, inflorescencia capituliforme. Florece en primavera, verano y otoño. 

## Frutos
Fruto drupaceo elipsoide, agudo, negro brillante en la madurez, epicarpio tenue, y tiene de 5 mm de diámetro. Fructifica en verano y otoño.

## Usos
Cultivada como ornamental para formar cercos vivos. Como medicinal contiene el alcaloide, lantanina, antiséptico intestinal, y los tóxicos lantadeno A,  y lantadeno B.

## Taxonomía
Lippia brasiliensis fue descrito por (Link) T.R.S.Silva    y publicado en Darwiniana 40(1–4): 58. 2002.
Sinonimia
- Camara brasiliensis (Link) Kuntze
- Lantana brasiliensis Link
- Lantana brasiliensis var. septentrionalis Moldenke
- Lantana cinerea Lam. ex Otto & Dietr.
- Lantana longifolia Mart. ex Colla
- Lantana pernambucensis Moldenke
- Lantana spicata Vell.[6]